# LAMB/ラム
『LAMB/ラム』（原題：Lamb, アイスランド語: Dýrið）は、2021年のアイスランド・スウェーデン・ポーランド合作の映画。R-15指定。
『ローグ・ワン/スター・ウォーズ・ストーリー』などの特殊効果を担当したヴァルディマル・ヨハンソンの長編監督デビュー作。ノオミ・ラパス主演兼製作総指揮。
第94回アカデミー賞国際長編部門アイスランド代表作品に選出された。
第74回カンヌ国際映画祭ある視点で、オリジナリティ賞を受賞した。
2021年のシッチェス・カタロニア国際映画祭では、最優秀作品賞を受賞し、ノオミ・ラパスが主演女優賞を獲得した。

## あらすじ
霧に包まれた山間で群れをなす野生の馬たちは、何かが近づいてくる気配を感じ動揺している。その何かは家畜小屋を訪れ、中にいる羊たちを怯えさせる。
そこで牧羊を営んでいるマリアとイングヴァルの夫婦は、娘を亡くしてから二人きりで静かに暮らしている。ある日、二人は一頭の羊の出産に立ち会う。だが、産まれてきた子羊は頭部から右半身が羊、左半身から下半身が人間という獣人であった。戸惑う二人だったが、その愛くるしい容貌から、死んだ娘と同じくアダと名付け、大切に育てていく。
ある日、イングヴァルの弟であるペートゥルが仲間に捨てられ、イングヴァルの家に帰って来る。そこでペートゥルはアダの存在に気付き、不快感を抱く。夫婦はアダと三人で暮らすことに幸福を見出しているにもかかわらずペートゥルはアダを嫌悪し、夫婦が寝ている隙にアダを連れ出して殺そうとする。しかし、思いとどまったペートゥルはアダとともに帰宅する。それ以来、ペートゥルは愛をもってアダと接する。一方、アダを産んだ母羊は、アダに対する母性が捨てられず、家の周りから離れずに鳴き声を出してアダを頻りに呼ぶ。アダを溺愛するマリアは母羊が疎ましくなり、ついには銃で殺してしまう。
その後、三人はハンドボールを観戦して盛り上がり、試合が終わると酒を飲みながらビデオを見る。そのビデオはペートゥルが若かりし頃、バンドのボーカルをしていた際に制作されたミュージック・ビデオだった。三人はダンスに興じ、羽目を外す。その間、外に出ていたアダは、何かが牧羊犬を殺し銃を盗んでいく様子を目撃する。一方、疲れたイングヴァルは眠ってしまうが、その隙を狙ってペートゥルはマリアを誘惑する。ペートゥルは拒否するマリアに、母羊を殺すところを見ていたと告げ、そのことをアダに話すと脅し関係を迫る。マリアは屈すると見せかけて、ペートゥルを物置部屋に閉じ込める。
翌朝、マリアは家を出ることにしたペートゥルをバス停まで送っていき、当面の金をペートゥルに渡す。その間に目覚めたイングヴァルは、故障して置き去りにしたトラクターを修理しにアダを連れて出かける。その帰り道、イングヴァルは盗まれた銃で首を撃たれ死ぬ。彼を殺したのは、アダの本当の父であり、頭部が羊で体が人間という獣人であった。獣人は、イングヴァルの死に涙を流すアダの手を引き、山へ消えていく。
帰宅したマリアは、夫とアダがいないことに気づき探し回った末、血を流して死んでいるイングヴァルを発見する。そしてアダも失ったことを悟り、絶望の淵に突き落とされる。

## キャスト
※ 括弧内は日本語吹替。
- マリア : ノオミ・ラパス（朴璐美）
- イングヴァル : ヒルミル・スナイル・グドゥナソン（英語版）（山路和弘） - マリアの夫
- ペートゥル : ビョルン・フリーヌル・ハラルドソン（英語版）（間宮康弘） - イングヴァルの弟
- テレビの男 : イングヴァール・E・シーグルソン（英語版）

## 作品の評価
Rotten Tomatoesによれば、183件の評論のうち高評価は86%にあたる158件で、平均点は10点満点中7.2点、批評家の一致した見解は「暗い想像性に富み、主演2人の印象的な演技によって命を吹き込まれた『LAMB/ラム』は、その羊毛のようにぼんやりとした特異な恐怖感で予想を裏切る。」となっている。
Metacriticによれば、33件の評論のうち、高評価は23件、賛否混在は10件、低評価はなく、平均点は100点満点中68点となっている。